# BBC Radio 4
Pour les articles homonymes, voir Radio 4.
 (juillet 2025).
Si vous disposez d'ouvrages ou d'articles de référence ou si vous connaissez des sites web de qualité traitant du thème abordé ici, merci de compléter l'article en donnant les références utiles à sa vérifiabilité et en les liant à la section « Notes et références ».
BBC Radio 4 est une radio publique généraliste britannique, qui diffuse une grande variété de programmes, dont des émissions d'actualités et de divertissement (surtout en forme de jeux et de séries comiques), de la fiction (pièces radiophoniques, feuilletons, lectures) ainsi que des émissions culturelles, scientifiques et historiques. Elle diffuse tous les jours de 5 h 20 à 1 h 00 (de 6 h 20 à 2 h 00 CET). Le reste de la nuit, la station diffuse simultanément BBC World Service.
Sans publicité et avec très peu de musique, elle accorde une large part de sa programmation à des documentaires ou des interviews de spécialistes, hommes politiques ou grands témoins. Son site internet présente les détails de sa programmation ainsi que la possibilité d'écouter en lecture en continu la plupart des émissions des 30 jours précédentes. De plus, certaines émissions sont disponibles en fichier audio au format MP3 librement téléchargeables (podcasts).
Radio 4 est la seconde radio la plus écoutée en Grande-Bretagne derrière BBC Radio 2, et fut récompensée par le titre de « radio britannique de l'année » lors des Sony Radio Academy Awards en 2004. Avec un budget de 90,2 millions de livres (pour 2016-2017), elle est la radio nationale la plus chère de la BBC et est considérée comme sa radio phare.

## Historique
Crée en 1939 sous le nom de BBC Home Service (BBC Métro), elle prend son nom actuel le 30 septembre 1967, lorsque la BBC renomme l'ensemble de ses radios lors du lancement de la nouvelle chaîne pop-dance-rock BBC Radio 1.
À l'origine, le BBC Home service était disponible plutôt en ondes moyennes qu'en grandes ondes et la longueur d'onde pour la réception variait suivant les régions.

## Identité visuelle

### Logos

Logo actuel depuis 2022

## Diffusion

### Réception
Elle émet entre les fréquences 92 - 95 mégahertz en FM (95,8 mégahertz en Écosse) et 198 kilohertz en grandes ondes (depuis l'émetteur de Droitwich situé dans la région des Midlands). Elle est aussi disponible via DAB, satellite (via Astra 2E), Freeview (TNT), câble, IPTV, et Internet. En France, on peut la capter dans une large moitié Nord du pays sur 198 kilohertz et sur le site internet de la station.